# Jean-Michel Rouzière
Jean-Michel Rouzière (Michel-Jacques-Gaston Rouzière) est un comédien et directeur de théâtre français, né le 27 avril 1931 à Marseille (Bouches-du-Rhône) et mort le 13 février 1989 à Saint-Denis (Seine-Saint-Denis).

## Biographie
Il a dirigé le théâtre du Palais-Royal de 1965 à sa mort, ainsi que le théâtre des Variétés à partir de 1975.

## Théâtre

### En tant que comédien
- 1959 : Le Cas Dobedatt de George Bernard Shaw, mise en scène Jean Mercure, théâtre des Bouffes-Parisiens
- 1959 : Le Client du matin de Brendan Behan, mise en scène Georges Wilson, théâtre de l'Œuvre
- 1960 : Le Sexe et le néant de Thierry Maulnier, mise en scène Marcelle Tassencourt, théâtre de l'Athénée
- 1961 : Le Mariage de Figaro de Beaumarchais, mise en scène André Reybaz, Centre dramatique du Nord Tourcoing
- 1962 : Au petit bonheur de Marc-Gilbert Sauvajon, mise en scène Jean-Michel Rouzière, théâtre des Nouveautés

### En tant que metteur en scène
- 1962 : Au petit bonheur de Marc-Gilbert Sauvajon, théâtre des Nouveautés
- 1965 : Gigi de Colette, théâtre du Palais-Royal
- 1982 : Lorsque l'enfant paraît d’André Roussin, théâtre des Variétés

## Filmographie
- 1942 : Vie privée de Walter Kapps
- 1951 : Jocelyn de Jacques de Casembroot
- 1954 : Bonnes à tuer de Henri Decoin
- 1954 : Les Intrigantes d'Henri Decoin : Jean, le garçon du restaurant
- 1954 : Madame du Barry de Christian-Jaque
- 1954 : Le Rouge et le Noir de Claude Autant-Lara
- 1956 : OSS 117 n'est pas mort de Jean Sacha
- 1958 : Cette nuit-là de Maurice Cazeneuve
- 1958 : Pourquoi viens-tu si tard ? de Henri Decoin
- 1959 : Le Bossu d'André Hunebelle : un gentilhomme
- 1960 : Le Capitan d'André Hunebelle : un gentilhomme de province
- 1960 : Portrait robot de Paul Paviot
- 1961 : Les Amours de Paris de Jacques Poitrenaud
- 1961 : Les Godelureaux de Claude Chabrol
- 1961 : Le Miracle des loups d'André Hunebelle : un soldat
- 1962 : Les Mystères de Paris d'André Hunebelle : Armand (non crédité)
- 1963 : Le Vice et la Vertu de Roger Vadim
- 1963 : Blague dans le coin de Maurice Labro
- 1964 : Le Bluffeur de Sergio Gobbi
- 1964 : Requiem pour un caïd de Maurice Cloche
- 1965 : Le Vampire de Düsseldorf de Robert Hossein
- 1965 : Paris vu par... d'Éric Rohmer, sketch « place de l'Étoile » : Jean-Marc
- 1966 : Paris brûle-t-il ? de René Clément : le monsieur au petit chien
- 1968 : Mayerling de Terence Young : le surintendant
- 1970 : Le Cinéma de papa de Claude Berri : le représentant de la Colombia

## Distinctions
- Chevalier de la Légion d'honneur